# Обмундирование Корпуса жандармов
Обмундирование Корпуса жандармов — форма одежды, установленная для чинов Отдельного корпуса жандармов Российской империи в XIX — начале XX века. Жандармские мундиры сочетали элементы армейской и гражданской униформы, подчёркивая особый статус корпуса как военно-полицейского формирования.
Обмундирование (униформа, форма одежды) жандармов отличалось от общеармейской униформы цветом и некоторыми специфическими элементами (аксельбантами, оружием, кушаками, размещением петлиц на мундирах, оформлением конской упряжи и др.). Изначально жандармам был присвоен основной светло-синий цвет, до 1917 года сохранившийся в Гвардейском полевом жандармском эскадроне, позднее (с 60-х годов XIX века) произошла замена основного цвета на тёмно-синий. Другой цветовой особенностью был красный и серебряный металлический прибор. Конструктивной основой жандармской формы была униформа армейской кавалерии, как правило — драгунских полков. Все виды униформы (парадная, повседневная, обыкновенная и т. д.) соответствовали армейской форме соответствующего периода. Соблюдались и основные правила ношения формы, установленные для армейских частей.

#### 1815—1825
Жандармский полк.
30 августа 1815 г. — чинам Жандармского (переименованного из Борисоглебского драгунского) полка, установлено следующее обмундирование:
Рядовым — мундир однобортный, из светло-синего сукна; с того же цвета воротником, обшлагами и пехотного покроя рукавными клапанами; с красными суконными погонами и выпушкой; с белым гарусным аксельбантом на левом плече; с белыми пуговицами (по борту в один ряд) и с светло-синим подбоем. Панталоны с высокими сапогами-ботфортами; рейтузы под короткие сапоги; и те же рейтузы, какие полк имел до переименования его из Драгунского, с выкладкою или лампасами и выпушкою красными. Перчатки без краг. Шинель, прежнего же покроя, но цветом светло-синюю, с выпушкой на воротнике, клапанами, погонами красными, пуговицами белыми. Фуражную шапку светло-синюю, с таким же околышем и с красною выпушкою, вверху и по обоим краям околыша. Каску, портупею, палаши темляк, мушкет или ружье (со штыком, и огнивным чехлом), лядунку, перевязь (к лядунке и вместе к мушкету) с крюком, пистолеты и весь конский убор драгунские, кроме цвета вальтрапа (светло-синий, с опушкою или выкладкою, вокруг из такого же, а выпушкою вензелями и коронами из красного сукна). Чемодан серый.
Унтер-офицерам — иметь все те же вещи, как и рядовым, кроме мушкета; мундир с серебряным галуном на воротнике и обшлагах; кисть темляка белую, с черным и оранжевым; лядуночную перевязь узкую и седло без бушмата.
Трубачам — назначено все также как у рядовых, за исключением мушкета, лядунки и бушмата; мундир, с светло-синими крыльцами и с белыми нашивками; каска с красным плюмажем; трубы медные, с кистями и шнурами белыми.
Штаб-трубачу — против предыдущих эскадронных трубачей, предоставлены такие же отличия, какие были присвоены унтер-офицерам против рядовых, а трубные шнуры и кисти белые, с черным и оранжевым.
Офицерам — оставлена прежняя их, драгунская форма, с переменой только цветов, как и у нижних чинов, с прибавлением серебряных, шитых петлиц, на воротнике и рукавных клапанах мундира. Эполеты, аксельбант и вензеля с коронами на вальтрапах были у них (по цвету пуговиц) серебряные.
15 мая 1817 г. — всем чинам Жандармского полка установлены перчатки с крагами, как у кирасир, мундирные обшлага без клапанов, по образцу кирасирских и драгунских (у офицеров с двумя серебряными петлицами) и выпуклую чешую у касок; у нижних чинов погоны заменены гарусными эполетами, с бахромою; также рядовым для ружей даны панталеры и пистолетные прибойники.
8 июня 1820 г. — всем строевым чинам опушка вальтрапов, вместо светло-синей, установлена белая; трубачам нашивки, на мундирах, чаще прежнего и на крыльцах, в прямом отношении к нижнему краю.
29 марта 1825 г. — для нижних строевых чинов, за беспорочную службу, установлены нашивки, на левом рукаве: за 10-ти летнюю службу — одна, за 15-ти летнюю — две, за 20-ти летнюю — три, одна над другою; все из желтой тесьмы.
Жандармские дивизионы и команды.
18 мая 1817 г. объявлены табели о мундирных, амуничных и оружейных вещах для причисленных к составу Внутренней стражи: Жандармских дивизионов в обеих столицах, жандармских команд в губернских и портовых городах и жандармской команды в городе Царском Селе. С 1 февраля и 15 мая того же года назначено иметь:
а) В Жандармских дивизионах:
Рядовым — все обмундирование, вооружение и конный убор как установленные 30 августа 1815 и 15 мая 1817 г. для рядовых Жандармского полка, но без аксельбанта, с желтою выпушкою и того же цвета лампасами на рейтузах, вместо красных, с белыми вензелями и коронами на вальтрапах, вместо красных же, обшитыми желтым шнурком. Унтер-офицерам — то же, что и рядовым, с отличиями, существовавшими в Жандармском полку. Трубачам — также как в Жандармском полку. Офицерам — то же, что Жандармском полку, но без аксельбанта и петлиц на мундире, и с заменой везде красного цвета на желтый.
b) В Губернских и Портовых Жандармских командах: Рядовым и унтеръ-офицерам — все как для рядовых и унтер-офицеров Жандармских дивизионов, только вместо эполет с желтыми, суконными погонами.
Офицерам — все как у офицеров Жандармских дивизионов.
с) В Царскосельской Жандармской команде:
Рядовым и унтер-офицерам — все как в Жандармских дивизионах.
29 марта 1825 г. — для нижних строевых чинов Жандармских дивизионов и команд, за беспорочную службу, установлены нашивки, из желтой тесьмы, одинаковые и на одинаковых правилах с Гарнизонными полками и батальонами.

#### 1825—1855
12 апреля 1826 г. — в Жандармском полку, в С.-Петербургском и Московском жандармском дивизионах (ЖД) и во всех жандармских командах (ЖК) белые панталоны с ботфортами и серые рейтузы с лампасами отменены, а установлены серые рейтузы в полку с красной, в дивизионах же и командах — с желтой выпушкой.
15 сентября 1826 г. — нижним чинам, выслужившим беспорочно установленные годы и добровольно остающимся на службе, введено ношение на левом рукаве нашивки из золотого галуна как приведено выше в кирасирских полках.
30 декабря 1826 г. — в Жандармском полку, в С.-Петербургском и Московском ЖД и в ЖК палаши заменены саблями драгунского образца. Обоим дивизионам присвоен одинаковый мундир с полком, с красной выпушкой, но, как и прежде, без аксельбанта.
1 января 1827 г. — на офицерских эполетах для различия чинов введены кованые звездочки цвета противоположного прибору.
27 апреля 1827 г. — при учреждении Корпуса жандармов (КЖ) с разделением его на округа генералам и офицерам присвоено одинаковое обмундирование с Жандармским полком, но шляпы указано им носить с поля. За генералами и офицерами оставлено право ношения вне службы полковых мундиров и вицмундиров (в случае сохранения фамилии в списках полка), общегенеральской формы, а также формы чинов Свиты ЕИВ.
9 мая 1827 г. — Жандармскому полку, а также ЖД и ЖК даны каски нового образца, одинаковые с касками для армейских кирасирских полков.
19 июня 1827 г. — жандармским генералам и офицерам установлены сюртуки и шинели светло-синего сукна по цвету мундиров: в командах с желтой выпушкой и с желтыми же на воротниках шинелей клапанами (петлицами), а у всех прочих — с красной выпушкой и красными клапанами.
14 декабря 1827 г. — установленную 15 сентября 1826 года нашивку на левом рукаве у нижних чинов указано иметь серебряную из унтер-офицерского галуна.
24 марта 1828 г. — у мундиров нижних чинов воспрещено иметь перетяжки.
26 декабря 1829 г. — всем строевым чинам Жандармского полка и ЖД установлены пуговицы на обмундировании с выпуклым изображением гренады об одном огне.
8 июня 1832 г. — генералам и офицерам дозволено носить усы.
19 августа 1832 г. — учрежденному в г. Варшаве Варшавскому ЖД назначено одинаковое обмундирование с С.-Петербургским и Московским дивизионами.
15 апрель 1834 г. — установлены лядунки и перевязи нового образца с уменьшением величины крышек и ширины перевязей.
2 мая 1834 г. — для удобного действия саблями, эфесы их указано переделать по новому образцу, как в драгунских полках.
4 февраля 1835 г. — для всех чинов КЖ утверждены каски нового образца, ниже прежних, одинаковые с введёнными в это время в кирасирских полках.
28 февраля 1835 г. — конным и пешим унтер-офицерам и рядовым Жандармского полка, С.-Петербургского, Московского и Варшавского ЖД и всех ЖК установлено по одному пистолету, в кобуре (чушке) на человека.
27 марта 1835 г. — нижним чинам Жандармского полка, ЖД и ЖК в пешем строю указано носить ружья в правой руке, по примеру Л.-Гв. Конно-гренадерского полка.
11 августа 1835 г. — жандармским унтер-офицерам, по примеру рядовых, указано иметь ружья.
31 января 1836 г. — на шинелях нижних чинов вместо 10 установлено 9 пуговиц, как в гренадерских полках.
1 июля 1836 г. — при отделении КЖ от внутренней стражи и передаче их в состав КЖ желтое сукно на обмундировании и вальтрапах указано заменить красным.
9 октября 1836 г. — штаб-трубачам и трубачам для помещения пистолетов установлены чушки (кобуры для пистолетов) особого образца; приделывать их к седлу сверх вальтрапа с левой стороны, а для патронов лядунки с перевязями, как у прочих нижних чинов.
17 января 1837 г. — утверждены правила о ношении сабли при сюртуке, как в драгунских полках.
15 июля 1837 г. — утверждена новая форма офицерских шарфов, одинаковая установленной в гренадерских полках.
21 сентября 1837 г. — в Жандармском полку вместо темляков с шерстяными кистями введены по примеру прочих кавалерийских полков темляки с кожаными кистями.
17 декабря 1837 г. — утверждена новая форма офицерских эполет, одинаковая с введенной в кирасирских полках, то есть с прибавлением четвёртого витка.
4 января 1839 г. — генералам, офицерам на рейтузах указано впереди бантов не иметь и вообще носить их совершенно гладкими, согласно форме, установленной для нижних чинов.
16 октября 1840 г. — утверждено правило о серебряных шевронах для нижних чинов — как в гренадерских полках.
23 января 1841 г. — большие воротники офицерских шинелей установлены длиною в один аршин, начиная от нижнего края малого воротника.
8 апреля 1843 г. — жандармским нижним чинам, имеющим аксельбанты, указано иметь их без узлов между петлями и металлическими наконечниками и вместе с тем нижним чинам ЖД и ЖК присвоены такие же темляки, как в Жандармском полку то есть полосатые кожаные. Этого же числа для взаимного отличия нижних чинов установлены нашивки на эполетах и погонах такие же, в драгунских полках, но только с заменой золотого галуна серебряным.
2 января 1844 г. — на околыше офицерских фуражек установлена кокарда общего образца.
20 мая 1844 г. — утверждено новое расписание о различии фуражных шапок нижних чинов, на основании которого шапки остались по-прежнему светло-синего цвета, а выпушку по верхнему кругу указано иметь: в 1-м дивизионе Жандармского полка — красную, во 2-м — белую, в 3-м — тёмно-синюю, в С.-Петербургском, Московском и Варшавском ЖД и во всех ЖК — красную. Околыш светло-синий с двумя красными по обоим краям выпушками и, с просечными на желтом сукне в Жандармском полку и ЖД столиц номером эскадрона и литерой Э, а в ЖК первоначальной литерой звания команды и литерой К. У офицеров были цвета те же, как и у ниж. чин., но без номера и литер на околыше.
27 января 1845 г. — прежние каски с волосяным плюмажем заменены новыми с висячим султаном по образцу касок, введенных в это время, в кирасирских полках: в Жандармском полку из белого, в ЖД и ЖК из черного, а у всех трубачей из красного конского волоса. Шляпы оставлены только генералам.
5 февраля 1845 г. — офицерам, не состоящим в полку, дивизионах и командах, но принадлежащим к составу корпуса жандармов и имеющим аксельбанты, установлены каски с султаном из белого волоса.
7 октября 1847 г. — при введении в штат Жандармского полка барабанщиков, им присвоено всё то же обмундирование, какое установлено для трубачей этого полка.
9 января 1848 г. — офицерам в те дни, когда после развода нужно оставаться в праздничной форме, дозволено носить для прогулок сюртуки при рейтузах, имея каски с султанами.
25 апреля 1848 г. — отменен клапан с пуговицами на чемоданах.
24 декабря 1849 г. — у золотых сабель, жалуемых за храбрость, установлен золотой гриф эфеса.
30 марта 1851 г. — лядуночная перевязь установлена в 1 вершок шириной и с прежней к ней капсюльной сумочкой.
24 января 1853 г. — строевым нижним чинам ЖК Кавказского края присвоено новое обмундирование по нижеследующему описанию:
а) Шапка (папаха) — из черного бараньего меха с верхом из светло-синего сукна с красной суконной выпушкой по краям, во всем сходная с утверждённой для кавказских нижних чинов.
б) Полукафтан — светло-синего сукна с таким же воротником обшлагами, с красной выпушкой по воротнику, обшлагам, по борту на карманных клапанах, покроем во всем сходный с полукафтаном войск Кавказского корпуса. Пуговиц полагается 15, из них 9 по борту, 2 у лифа, 2 на карманных клапанах и 2 на эполетах; к воротнику пришивается 4 пары железных крючков; к полам же полукафтана, как у Кавказского, крючков не полагается. У.-оф. на воротнике и обшлагах серебряный галун.
в) Эполеты — прежней формы.
г) Шаровары — серо-синеватого сукна с красным кантом, покроем во всем сходные с шароварами ниж, чин. Кавказского корпуса, но в шагу подшиваются кожей и имеют такие же стременки, как у кавалерийских рейтуз; вместо оловянных пуговиц, полагается 14 костяшек.
д) Перчатки — лосиные без краг.
е) Шашка — драгунского образца.
ж) Портупея через плечо — лосиная, с медным прибором, по драгунскому образцу.
з) Лядунка с перевязью и капсюльная сумочка — прежней формы. Нестроевым чинам присвоена форма нестроевых Кавказского корпуса, то есть вместо фуражки — шапка (папаха), вместо сюртука или куртки -полукафтан, а вместо панталон — шаровары из того же сукна, какое полагалось прежде.
31 января 1853 г. — офицерам команд, состоящим в VI округе КЖ, за исключением Астраханской команды, на которую это и предыдущие изменения не распространены, — указано иметь:
1) Вместо каски шапку, присвоенную Отдельному Кавказскому корпусу. Верх шапки голубого сукна, обшивается серебряными галунами, имеющими посредине две узкие, в одну нить, красные полоски.
2) Вместо мундира — парадный полукафтан голубого сукна. Воротник и обшлага одного сукна с полукафтаном и серебряными петлицами; подбой воротника красный; по воротнику, обшлагам, по борту до нижнего края полы и на карманных клапанах — выпушка красного сукна; подкладка по цвету полукафтана; пуговицы, эполеты с погончиками и аксельбант (состоящим в корпусе жандармов) те же, какие полагалась при мундире.
3) Вместо сюртука — виц-полукафтан, который во всем сходен с парадным полукафтаном, но петлиц на воротнике и обшлагах не имеет.
4) Вместо рейтуз — шаровары серо-синего сукна, с красной выпушкой.
5) Вместо кавалерийской сабли — саблю драгунского образца, на портупее, к ней положенной, из серебряного галуна. Шпоры, темляк, шарф. шинель, фуражка и конский убор — оставлены без изменения. Перчатки положены без краг.
(классным чинам Управления 6-го округа Корпуса жандармов полагается секретарю и переводчику — форма одинаковая с чиновниками штабов и управлений мест, подведомственных военному министерству на Кавказе, а аудитору — одинаковая с положенной для аудиторов, находящихся при войсках Отдельного Кавказского корпуса.)
13 августа 1853 г. — офицерам в походной форме, при сюртуках без шарфов, указано пристегивать портупеи поверх сюртуков.
18 февраля 1854 г. — правило, установленное 15-го ноября 1853 года для легко-кавалерийского вьюка, распространено и на жандармов.
29 апреля 1854 г. — офицерам. в военное время установлены походные шинели одного цвета и покроя, как у шинелей нижних чинов, в кирасирских полках с галунными погонами.

#### 1855—1881
26 мая 1855 г. — в форму КЖ внесены следующие изменения (29361). Для офицеров введен мундир (голубого сукна полукафтан), двубортный на шести пуговицах, воротник закругленный, с кантом и двумя белыми шитыми петлицами, обшлага в цвет мундиру, с двумя петлицами и двумя пуговицами; по обшлагам, борту, тремысковым клапанам боковых карманов. Виц-мундир — то же самое, но без петлиц на воротнике и обшлагах. К мундиру полагаютс светло-серые с серебряным кушаком без кистей. Схожий по покрою китель получают и нижние чины. Каска — без значительных изменений. Перчатки — без краг. Эта же форма распространена на чинов ЖЭ на Москва-Санкт-Петербург.
28 мая 1856 г. (29367) Уточнена форма одежды для нижних чинов — в КЖ это каска существующего образца, мундир двубортный на шести пуговицах (в Л-Гв. ЖЭ — по образцу Гвардейской кирасирской дивизии, полукафтан однобортный, без пуговиц), вместо рейтуз — шаровары.
5 марта 1857 г. — офицерам и нижним чинам Л-Гв. Жп/э, Жандармского полка и ЖК при корпусах вместо кожаной каски установлена стальная как в 1 кирасирской дивизии с медным прибором. В Жандармскому полку на каске — медный герб (эмблема) с гранатой в щите как в кирасирских полках, но без номера на гранате; каска с белым султаном к парадной форме. В ЖД и командах в городах — сохранена без изменений каска существующего образца (31567).
2 марта 1862 г. — вводится головной убор шапка-кепи и башлык нового образца (38015).
20 октября 1862 г. — для всех чинов КЖ и Л-Гв. Жп/э введено новое обмундирование (38814). Для всех жандармских чинов всех категорий отменялись ружья. Другие изменения состояли в следующем.
А. Чины ЖК, 2 и 1 ЖЭ и находящиеся при военных округах. Для офицеров — все без изменений, кроме а) замены основного и приборного цвета со светло-синего на синий, б) частичной измененной формы аксельбанта. Для нижних чинов: шапка синего цвета с красными выпушками, черным лакированным ремешком; мундир двубортный на 6 пуговицах синего сукна, воротник закругленный и обшлага прямые одного сукна с мундиром, красные выпушки: воротник, борт, полы, обшлага, тремысковые карманные клапаны). Эполеты нижних чинов из красной шерсти с красным подбоем, из той же шерсти — аксельбанты на левом плече. Шаровары — светло-синего сукна с красной выпушкой. Белые перчатки — лосиной кожи. (с медной пряжкой и медной фурнитурой (чресплечный, для драгунской сабли) и кобура (чушка) — из черной кожи. На лето устанавливался полотняный китель. Шинель серая, с синими петлицами и красной выпушкой; погоны — красные, пуговицы оловянные гладкие. Вальтрап легко-кавалерийского образца, синий, проложен двумя рядами белой тесьмы, вензель — белого цвета.
Б. Чины ЖД в столицах и ЖК в городах и ПУЖД. Для офицеров — все без изменений, кроме а) замены основного и приборного цвета со светло-синего на тёмно-синий, б) частичной измененной формы аксельбанта; в) серебряная портупея для сабли драгунского образца (прибор — серебряный), ремень черный, сафьяновый с черной кожаной кобурой (чушкой), револьверный шнур белый с черно-оранжевой прострочкой, г) вальтрап легко-кавалерийского образца из черной смушки с обшивкой серебряным шнуром. Для нижних чинов: шапка тёмно-синего цвета с красными выпушками, черным лакированным ремешком, белым прибором, султан черного цвета, для трубачей — красного; мундир двубортный на 6 пуговицах тёмно-синего сукна, воротник закругленный и обшлага прямые одного сукна с мундиром, красные выпушки: воротник, борт, полы, обшлага, тремысковые карманные клапаны). У трубачей — на рукавах красные клапаны с белевой отделкой клапанов и рукавов. Эполеты нижних чинов из красной шерсти с красным подбоем, из той же шерсти — аксельбанты с оловянными наконечниками на левом плече. Шаровары — светло-синего сукна с красной выпушкой. Белые перчатки — лосиной кожи. (с медной пряжкой и медной фурнитурой (чресплечный, для драгунской сабли) и кобура (чушка) — из черной кожи. Револьверный шнур красный. На лето устанавливался полотняный китель. Шинель серая, с тёмно-синими петлицами и красной выпушкой; погоны — красные, пуговицы оловянные гладкие. Вальтрап легко-кавалерийского образца, черной кожи с красной окантовкой.
9 августа 1872 г. О замене существующих в КЖ головных уборов касками и о форме фуражных шапок. Существующий ныне головной убор заменить каской с султаном из черного волоса. Каски вводятся немедленно, до окончания сроков носки существующих головных уборов. При касках нового образца иметь обязательно для ношения фуражные шапки с козырьком. (ПСЗ 51190).
12 декабря 1872 г. Описание касок Л-Гв. Преображенского полка и строевых нижних чинов КЖ. Каски кожаные, черные, с медным прибором и черным султаном(при параде). У офицеров — кожа м.б. заменена войлоком, покрытым лаковой черной краской, прибор — на золоченый, а подкладка — из сафьяна из тонкой кожи (51634). Ношение прежнего головного убора (1862 г.) разрешалось только раненым или контуженным в голову (51854). В ЖК при Варшавском ВО — стальные с медным прибором и белым султаном, в прочих частях КЖ — кожаные, с черным султаном (как до 2 марта 1862 г.) (51303); с 19 апреля 1873 г. конструкция касок всех чинов жандармских частей при военных округах стала по образцу касок чинов Варшавского ВО. 6 декабря 1873 г. в конструкцию каски и её внешний вид были внесены некоторые изменения (52870).
6 ноября 1873 г. — всем чинам жандармских частей при военных округах, где разрешено ношение белых чехлов на фуражках, дается аналогичное право с тем, чтобы чехол покрывал и фуражку, и козырек (52750).

#### 1881—1894
С вступлением на престол императора Александра III для всех чинов РИА вводится новое обмундирование.
18 августа 1881 г. дается первое общее описание нового внешнего вида военнослужащих. Сохраняются в неизменном виде а) рисунки шитья и петлицы на воротнике; б) конструкции и расцветки обшлагов; в) цвета кантов и выпушек (там, где это не связано с конструкцией мундира); г) полковые расцветки (воротников, петлиц, погон) и цвета полков в дивизии. В большей степени изменения произошли в обмундировании пехоты и армейской кавалерии. Жандармов (кроме гвардейской кадровой команды) эти изменения коснулись следующим образом: вводились 1) мундир двубортный, на крючках, со стоячим воротником и обшлагами, без боковых карманов; 2) шаровары с выпушками (у нижних чинов — без) укороченные (в сапоги) и длинные (поверх сапог — нижним чинам не полагались); 3) шапка суконная с мерлушковыми клапанами и белым султаном, с гербом и кокардой; 4) башлык (для нижних чинов). Офицерские плащи, пальто, шинели, а также сюртуки и фуражки оставлялись без изменений существующих образцов, нижним чинам полагалась шинель с измененной конструкцией воротника, без пуговиц (ПСЗРИ, т. 6. Доп. К 1-му тому, 361а).
14 ноября 1881 г. (ПВВ № 313) — чинам ОКЖ присвоено новое обмундирование и дано его полное описание. Мундиры — образца армейских драгун, но мундирное сукно не тёмно-зелёное, а тёмно-синее. Воротник мундира тёмно-синий, выпушка алая. Погоны, аксельбант нижних чинов — алые. Кушак у офицеров и старших вахмистров тёмно-синий с алыми выпушками. Металлический прибор — белый. У офицеров и генералов на воротнике и обшлагах по две серебряные петлицы. Аксельбант серебряного шнура. Эполеты гвардейского пехотного образца, лядунка и шашка на плечевой галунной портупее — без изменений. У фуражки околыш мундирного сукна, цвета тульи, выпушки по околышу и тулье алые. Шапка барашковая, как в армейской пехоте.
20 апреля 1882 г. — на барашковой шапке установлен серебряный Государственный герб.
24 января 1884 г. — вместо барашковой шапки пехотного образца установлена шапка образца армейских драгун с меховыми клапанами и алым суконным дном. Генералам полагался по верху шапки серебряный филигранный шнур, на донышке нашитый крестообразно генеральский галун. Офицерам по верху шапки — серебряный шнур с черным и оранжевым шелком. Спереди крепилась кокарда, знак отличия (кому положен) и Герб. Прибор офицеров и генералов — серебряный, нижних чинов — мельхиоровый. Герб у нижних чинов выштампованный на щите, у генералов и офицеров отдельный, наложенный на щит. Султан у всех волосяной белый, у трубачей красный, высотой 13,5 см. Револьверный шнур у рядовых белого, у трубачей красного гаруса, у унтер-офицеров с добавлением оранжевых и черных ниток. У офицеров и генералов серебряный с оранжевыми и черными нитками.
6 апреля 1884 г. — всем строевым нижним чинам присвоен кушак, как офицерам и старшим вахмистрам по ПВВ № 6 и 325.
25 ноября 1884 г. — капитан, штабс-капитан и прапорщик переименованы в ротмистра, штабс-ротмистра и корнета.
25 марта 1885 г. (837а Т6 (доп.к т. 5)) введен новый образец кавалерийского снаряжения (вместо обр. 1871 г.), у чинов КЖ вальтрап отменен (кроме гвардии).
9 июля 1887 г. — Кадровые Команды переформированы в Полевые Жандармские эскадроны (ПЖЭ). Им присвоены номера: Виленская — 1; Варшавская — 2; Киевская — 3; Одесская — 4; Тифлисская — 5. В 1899 сформирован Фнляндский полевой эскадрон, позже получивший № 6. Форма их не отличалась от формы Корпуса за исключением цвета мундирного сукна — оно было светло-синего цвета.
25 ноября 1886 г. (4047) — изменен цвет аксельбантов офицеров и генералов ОКЖ с серебряного на плетеный из этишкетного уланского шнура с серебряными наконечниками (аналогично полковым, батальонным и ротным адъютантам (ПрВВ 1887 № 124)). Аксельбант носится на правом плече.
11 сентября 1887 г. — генералам на серо-синих шароварах присвоены алые двурядные лампасы и выпушка.
11 июня 1891 г. (7835) — писарям Губернских ЖУ установлена общая форма ОКЖ, но без суконных шапок, кушаков и аксельбантов. В качестве головного убора установлена фуражка с козырьком и кокардой на околыше (по приказу ВВ 1881 г. № 313).
22 октября 1892 г. — нижним чинам разрешено ношение бороды.
С 4 мая 1894 г. всем нижним чинам ОКЖ, состоящим в дополнительном штате ГЖУ, УЖУ и ЖПУЖД установлено ношение фуражек с козырьком. В 1895 г. козырьки к фуражкам присвоены всем без исключения нижним чинам ОКЖ (11774).

#### 1894—1914
23 февраля 1895 г. — в Киевском В. О. присвоены летом белые чехлы на фуражки.
1 июня 1895 г. — всем нижним чинам Корпуса фуражка положена с козырьком.
15 мая 1897 г. (14108) — введён новый двубортный мундир для чинов ОКЖ с отменой обязательного при прежней форме кушака старого образца. Новый мундир по покрою повторял мундир армейских драгун образца 1897 г., но был традиционного тёмно-синего цвета, на воротнике отсутствовали цветные клапаны, обшлага прямые, с выпушками красного цвета, без каких-либо элементов. На обшлагах офицерских мундиров размещались серебряные петлицы (две штуки), аналогичные петлицы располагались продольно на воротнике. Петлицы у генералов вышивались канителью, у офицеров — из кованого галуна. Аксельбанты, головные уборы, сапоги, шаровары — без изменений.
12 февраля 1898 г. (15020) чинам Сибирского жандармского округа вместо барашковой шапки установлена папаха образца 1875 г.
11 января 1900 г. (17989) — установлена форма 6-го ПЖЭ — общежандармского образца с шифровкой «6» на погонах (желтой краской по трафарету нижним чинам, вышитые у офицеров) и эполетах (вышитые в цвет приборного металла).
9 августа 1900 г. — генералам и офицерам и нижним чинам, состоящим в Одесском, Туркестанском и Киевском В. О. присвоена фуражка, в качестве парадного головного убора (вместо шапки). Фуражка с козырьком и гербом, без щита, как в войсках.
6 декабря 1901 г. (ПВВ № 398) — Шеф Жандармов, если состоит в гражданских чинах, то имеет следующую форму: Прибор — серебряный. Шапка драгунская, как у генералов ОКЖ, верх суконный алый, с крестообразно нашитым серебряным генеральским галуном; Гос. герб серебряный, круглая гражданская кокарда. Султан не положен. Фуражка тулья и околыш синие, выпушки алые. Кокарда гражданская на околыше. Мундир двубортный синий выпушка алая, 2х6 пуговиц. Воротник закругленный, обшлага прямые синие, выпушка алая. На воротнике и обшлагах двойные шитые серебряные петлицы. Карманные клапаны мыском. Три пуговицы. Подкладка белая. Шаровары длинные серо-синие с двурядным лампасом и выпушкой. Погоны образца гражданских чиновников Военного Ведомства, серебряные, подбой алый. Если состоит в звании статс-секретаря, то вензель Государя с короной. Аксельбант не положен. Сюртук офицерский, но карманные клапаны прямые с 2 пуговицами. Лядунки не положено. Шашка на плечевой галунной портупее.
22 апреля 1906 г. (27799) по предложению Министра внутренних дел нижним чинам ОКЖ в дополнение к существующему вооружению установлена винтовка-трехлинейка казачьего образца.
19 апреля 1907 г. (ПВВ № 245) объявлено в приказе по Отдельному Корпусу Жандармов 29 Мая 1907 г. за № 112 введение нового обмундирования.
А) Для нижних чинов
Мундир. Тёмно-зелёного сукна существующего образца (приказы по военному ведомству 1887 г. № 313 и 1897 г. № 47 и 185), со следующими изменениями: выступ левого борта над правым вырезывается вверху по кривой линии пришива воротника так, чтобы край борта плотно прилегал к шву от крючка воротника до переднего ребра погона, отсюда край борта имеет дугообразных вырез во всю длину погона, образуя на конце острый угол. От верхнего угла книзу борт постепенно суживается до талии. Для застегивания мундира нашивается по 7 пуговиц на каждом борте, по образцу уланского мундира, с тем лишь изменением, что верхняя пуговица отнесена более в сторону, сообразно вырезу борта, то есть к левому мыску его.
Для удобной носки на плече карабина на ружейном ремне на мундирах унтер-офицеров и рядовых имеются наплечники (все вахмистры, а также трубачи и нестроевые нижние чины наплечников не имеют), которые делаются из утоненного к концам веревочного шнура, обшитого холстом и сверху алым сукном. Наплечники пригоняются по плечу и укрепляются тем же швом, которым рукав пришивается к мундиру, вместе с погоном.
Воротник на мундире — светло-синего сукна, скошенный, вышиною 1 1/4 вершка, с откосом на передних концах, от пришива к мундиру вверх под углом в 45 градусов, застегивается на 1 крючок.
Обшлага на рукавах светло-синего сукна, кавалерийского образца с мыском, шириною у бокового разреза 1 1/8 вершка, а по высоте мыска — 2 вершка. Задний шов рукава оканчивается от верха обшлага на 2 вершка, и на этом расстоянии рукав застегивается петлями, прорезанными в лицевой стороне его, на пуговицы пришитые к задней части рукава; ушко нижней пуговицы в расстоянии 1/2 вершка от выпушки обшлага, а верхней — в расстоянии 1 3/8 вершка. По верхнему краю воротника, по левому борту, на обшлагах и карманных клапанах — выпушка из алого сукна.
Аксельбант. Существующего образца (§ 18 Сборника описаний при приказе по военному ведомству 1899 г. № 365), но сплетенный из более тонкого шнура, с посадкой и с несколько укороченными обоими плетениями, для удобства пригонки, вследствие уширения левого борта. Наконечники — не оловянные, а медные никелированные.
Шаровары. Существующего образца (цирк. по воен. ведом. 1881 г. № 313), при чем на шароварах сверхслужащих нижних чинов Корпуса, на наружные швы шаровар, то есть на месте суконной выпушки, нашивается узкая шерстяная (басонная) тесьма (3/16 верш.) алого цвета, а ширина пояса шаровар впереди, вместо 1 3/4 вершка, 3 вершка.
Шинель. Существующего образца (прик. по воен. вед. 1881 г. № 313), но с заменою серого сукна на воротнике — серо синим (шароварным), с клапанами существующего образца; для застегивания же на правом борте, по отвесу, против середины груди, нашиваются в один ряд, от воротника до талии, 6 пуговиц, а на левом борте, в местах, соответствующих означенным пуговицам, просекаются и обметываются 6 петель. Край левого борта пристегивается к правому посредством 2 металлических крючков, пришиваемых в верхнем угле и против талии, с такими же петлями на правом борте.
Фуражка. Существующего ныне образца, но с заменою тёмно-синего сукна на тулье и дне светло-синим, околыш остается тёмно-синего сукна, но шириною не в 3/4 вершка, а в 1 вершок. Выпушки алого сукна.
Головной убор. Существующего образца.
Снаряжение. Все предметы снаряжения для нижних чинов, как-то: плечевая портупея, темляк, поясной ремень, револьверная кобура, патронная сумка, ружейный и шейный ремни — существующего образца (прик. по воен. ведом. 1903 г. № 253 и Сборник описаний при приказе по воен. вед. 1899 г. № 365), но не из белой глянцевой кожи, а из красной юфти, с металлическим (медным) никелированным прибором и с увеличением ширины поясного ремня с 3/4 до 1 вершка.
Примечание. Для ношения наружных знаков отличия на погонах мундиров и шинелей устанавливается следующее правило: все знаки отличия на погонах нижних чинов, бывших в частях войск вахмистрами (фельдфебелями), старшими и младшими унтер-офицерами — из золотого галуна, нашиваются внизу погона, а вверху нашиваются полоски из серебряного узкого галуна, в зависимости от того разряда в окладах содержания, на котором состоит нижний чин, а именно: на низшем окладе — две полоски, на среднем — три и на высшем — четыре: занимающие же должности вахмистров, коим присвоен особый оклад содержания, имеют одну нашивку из широкого галуна.
Б) Для офицеров.
Мундир. Строится по образцу мундира для нижних чинов, без наплечников, причем галунные петлицы на воротнике и обшлагах заменяются шитыми петлицами, по образцу петлиц, присвоенных мундиру старших адъютантов в штабах, управлениях и заведениях военного ведомства.
Аксельбант. Серебряный, на замену аксельбанта адъютантского, из этишкетного шнура, бывший на обмундировании офицеров Корпуса до 1886 г. (приказы по воен. вед. 1877 г. № 124, 1882 г. № 64 и 1886 г. № 287).
Шаровары. Существующего образца. (Офицерам Отдельного Корпуса Жандармов, за исключением жандармских дивизионов и Одесской городской конной жандармской команды, при парадной и обыкновенной формах, присвоено ношение длинных шаровар поверх коротких сапог. Укороченные же шаровары при длинных сапогах оставлены при нахождении в строю и при походной форме. (ПВВ 1907 г. № 509).
Шинель (пальто). Существующего образца с серо-синим воротничком.
Фуражка. Существующего ныне образца. (См. Цирк. Гл. Шт. 1907 г. № 248.)
Головной убор. Барашковая шапка с султаном существующего образца, но с заменою нынешнего султана из белого волоса на шапках генералов и начальников управлений, пользующихся правами командиров отдельных частей, а также командиров дивизионов, султаном из страусовых перьев, по образцу генеральского гвардейского гусарского султана, но несколько уменьшенного размера и с белым металлическим прибором, причем для генералов — из перьев 3-х цветов: белых, красных и чёрных, а для начальников управлений и командиров дивизионов — весь из белых перьев.
Размеры султана: а) длина белых перьев, вместе с гайкой внизу — 6 вершков; б) длина красных перьев — 1 1/2 вершка; в) длина черных перьев — 1 1/4 вершка; г) высота металлического прибора — 2 1/2 вершка. Внизу коническая трубка металлического прибора, в которую вставлены и закреплены перья, высотою — 5/8 вершка и шириною: вверху — 7/16 вершка и внизу — 6/16 вершка. На эту трубку надевается трехцветная плетёная гайка. Для прикрепления к шапке султан имеет проволочную петлю длиною в 1 1/2 вершка.
Снаряжение. В офицерское снаряжение существующего образца (прик. по воен. вед. 1881 г. № 210, 1889 г. № 14 и 1892 г. № 305 и 318) вводятся следующие изменения: 1) коробка лядунка с наружной стороны должна быть покрыта не черной кожей, а сафьяном синего цвета и 2) плечевая портупея и перевязь к лядунке должны быть подбиты не белой или черной материей, а синим бархатом, по цвету сафьяна на коробке лядунки, причем по обоим краям перевязи должны быть полоски (ткань) синего цвета. Бархатный подбой на портупее и перевязи загибается под галун и образует по краям синюю выпушку.
11 мая 1907 г. (29199) нижним чинам установлена трехлинейная винтовка-карабин системы Юрлова (вместо казачьей винтовки); им же вместо шашки (кроме вахмистров и чинов крепостных ДК) присвоен кривой кинжал-бебут. В 1908 г. (31057) к кинжалам присвоена арматура из меди взамен существующей из белого металла.
12 июня 1909 г. (31947; 32503) офицерам и генералам ОКЖ присвоена сабля. Носится по тем же правилам, что и офицерами кавалерии.
12 марта 1910 г. (33195) нижним чинам ГЖУ и ЖУЖД установлены вместо карабинов и револьверов пистолеты «Браунинг» 9-мм с прикладом; карабины и револьверы оставлены нижним чинам ЖД, Одесской КЖК и крепостных ЖК; отменены кинжалы — возвращены шашки и сабли (в Одесской ЖКЖ).
7 мая 1910 г. введена летняя защитная фуражка образца 1907 года.
28 июня 1910 г. (ПВВ № 386) офицерам и нижним чинам присвоен в виде парадного головного убора шлем. Мундир стал покроя как в Гвардейской кавалерии. Офицерам вместо сюртука присвоен вицмундир. Шаровары нижних чинов с выпушкой вместо тесьмы. Шинель — воротник серый вместо серо-синего, клапаны светло-синие выпушка алая.
В ходе реформ 1906—1910 гг. для Отдельного корпуса жандармов и армейских полевых жандармских эскадронов были введены не имевшие ранее аналогов фетровые шлемы, сменившие барашковые шапки. Приказом по военному ведомству от 19 февраля 1908 г. № 80 сообщалось о разработке в ближайшее время взамен барашковых шапок новых парадных головных уборов для всей армии. Одновременно, в качестве таковых временно разрешалось использовать фуражки.
6 августа 1908 г. приказом по военному ведомству № 354 барашковые шапки были отменены окончательно. Этим же приказом уже предписывалось носить фуражки впредь до установления нового парадного головного убора.
Вместе с тем, в связи с задержкой в разрешении вопроса о введении нового парадного головного убора командир Отдельного корпуса жандармов генерал-лейтенант барон Ф. Ф. фон Таубе приказал временно воздержаться от продажи выслуживших свои сроки барашковых шапок (и сдачи «не выслуживших»).
28 июля 1910 г. в качестве парадного головного убора для всех чинов Отдельного корпуса жандармов был установлен шлем из тёмно-синего фетра с серебряным прибором и чёрным плюмажем.
В соответствии с приказом шлем состоял из фетрового колпака тёмно-синего цвета, переднего и заднего козырьков, подтулейника с подкладкой, металлического прибора и волосяного плюмажа. Верх колпака имел круглую, выпуклую форму, а низ несколько продолговатую, по форме головы. Спереди колпака пришивался козырек из плотной чёрной лакированной кожи". Задний фетровый козырёк составлял цельное продолжение колпака с уклоном назад и имел прямоугольные срезы по бокам (с закруглёнными углами) а). Подтулейник к шлему изготавливался из чёрной юфтевой или бараньей кожи, и пришивался к нижнему краю колпака кругом (бахтармой наружу). Заворачиваемый внутрь колпака, подтулейник образовывал с нижней стороны шлема кант из чёрной кожи шириной. Края подтулейника по ширине сшивались рубцом внутрь. К верхнему краю подшивалась полоска рубашечного холста, шириной. Плюмаж из кругло-остриженного конского волоса чёрного цвета, крепился на проволоке, изогнутой по форме верхнего гребня шлема. Высота и ширина волоса равномерно уменьшаясь к заднему концу плюмажа. Плюмаж вставлялся в полый металлический гребень, где прикреплялся посредством проволоки к металлической пластинке, соединяющей бока и переднюю часть гребня между собою изнутри Металлический прибор к шлему изготовлялся из мельхиора и состоял из герба, чешуи, пуговиц для прикрепления чешуи, гребня для плюмажа, ободков и соединительных пластинок и кокарды. Весь колпак по нижнему срезу с козырьками имел металлический ободок. На передней части колпака крепился герб, представляющий собою т. н. «александровского» орла с распростёртыми крыльями. Орёл крепился на передней части шлема посредством двух винтов, припаянных с задней стороны крыльев (и проходящих в соответствующие отверстия в колпаке) и двух плоских медных гаек. Чешуя набиралась на ремнях из вдвое сложенной чёрной юфтевой кожи с прокладкой между слоями кожи полоски из юфти или мостовья (использовать для прокладки бумагу или картон запрещалось).
8 января 1911 г. (34648) установлены новые элементы обмундирования для ПЖЭ (кроме гвардейского) при сохранении общей существующей униформы для ЖД, ЖГУ, крепостных команд: мундир однобортный (драгунского образца) взамен двубортного, светло-синего цвета с обшлагами существующего цвета с вырезными мысками, с пуговицами на воротнике напротив пуговицы погона или эполета. Воротник и обшлага нижних чинов — без петлиц, офицеров — с петлицами существующего образца. На погонах (нижних чинов — красного цвета) и эполетах — желтая шифровка с номером ПЖЭ. Аксельбант нижних чинов — белого цвета. Фуражка в цвет мундира с кантами по тулье и околышу; шлем — существующего образца, без изменений.
6 марта 1911 г. нижние чины получили снаряжение красной кожи (как у Гвардейских Гусар).
15 февраля 1912 г. (ПВВ № 129) офицерам и нижним чинам Приамурского, Иркутского и Омского В. О. положена папаха (вместо шлема) обр. 1910, но верх тёмно-синий (вместо защитного).